# Selenophorus macleayi
Selenophorus macleayi är en skalbaggsart som beskrevs av Kirby. Selenophorus macleayi ingår i släktet Selenophorus och familjen jordlöpare. Inga underarter finns listade i Catalogue of Life.